# Donji Šajn
Donji Šajn je naselje u Hrvatskoj, nalazi se u općini Brod Moravice u Primorsko-goranskoj županiji. Prema popisu stanovništva iz 2011. naselje nije imalo stanovnika.

## Položaj
Naselje se nalazi na 530 metara nadmorske visine. Naselje se nalazi u općini Brod Moravice u Primorsko-goranskoj županiji.

## Stanovništvo
Najviše stanovnika je imalo prema popisu iz 1931. godine. Prema popisu iz 2011. godine naselje nije imalo stanovnika.
| broj stanovnika |       |       |       |       |       |       |       | 40    | 20    | 23    | 18    | 12    | 4     | 3     |       |       |       |
|                 | 1857. | 1869. | 1880. | 1890. | 1900. | 1910. | 1921. | 1931. | 1948. | 1953. | 1961. | 1971. | 1981. | 1991. | 2001. | 2011. | 2021. |

## Vanjske poveznice
- Službene stranice općine Brod Moravice